# 游醇卿
游醇卿（1523年—？），字原學，直隸徽州府婺源縣濟溪人，軍籍，明朝政治人物。

## 生平
嘉靖二十八年（1549年）己酉科應天鄉試第一百十二名舉人，三十八年（1559年）中式己未科會試第二百九名，二甲第七十五名進士。工部觀政，督城有功，差運糧餉到遼陽，卒於途。

## 家族
曾祖游克敏；祖父游紹慶；父游奎，母汪氏。永感下。弟游立卿、游文卿、游時卿。